# اسلاکباش
اسلاکباش (به لاتین: Slakbash) یک منطقهٔ مسکونی در روسیه است که در باشقیرستان واقع شده‌است.